# Performance (película)
Performance es una película británica dramática de 1968 (aunque no se estrenó hasta 1970) dirigida por Donald Cammell y Nicolas Roeg y protagonizada por James Fox y Mick Jagger. El filme está principalmente influido por la obra del aclamado escritor argentino Jorge Luis Borges.

## Sinopsis
Chas (James Fox) es un performer -término utilizado para describir un tipo de pandillero de una banda del este de Londres- de carácter muy violento. Cuando se ve envuelto en un problema considerable por parte de su jefe, Harry Flowers, decide dejar su trabajo. Su jefe no queda contento, por lo que lo persigue y lo tortura. Chas logra escapar de su jefe y huye. Poco después encuentra su escondite ideal en la casa de un excéntrico y especial rockero llamado Turner, que vive con sus dos amigas Pherber y Lucy. Chas y Turner inicialmente no se caen bien, pero eventualmente se dan cuenta de que la vida de una estrella de rock y la de un gánster no son tan distintas.

## Reparto
- James Fox ... Chas
- Mick Jagger ... Turner
- Anita Pallenberg ... Pherber
- Michèle Breton ... Lucy
- Johnny Shannon ... Harry Flowers